# Bärbel Stolz

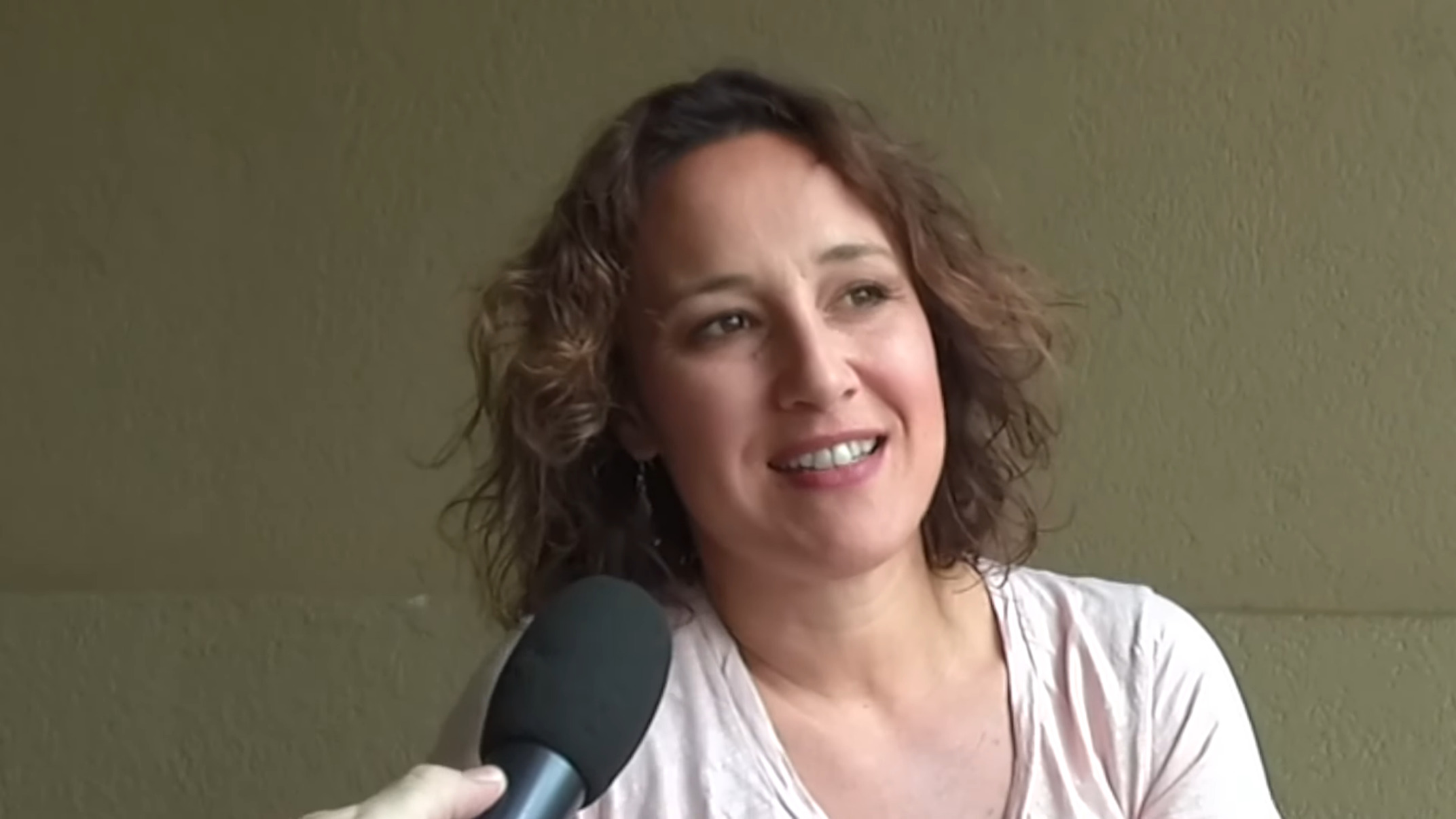
Bärbel Stolz (2019)

Bärbel Stolz (geb. Schleker; * 5. November 1977 in Esslingen am Neckar) ist eine deutsche Schauspielerin.

## Leben
Stolz ist die Tochter des Schauspielers und Bienzle-Tatort-Drehbuchautors Martin Schleker. Stolz wuchs mit ihren drei Geschwistern in Hayingen auf und absolvierte nach ihrem Abitur am Kreisgymnasium Riedlingen von 1996 bis 2000 ihre Schauspielausbildung an der Hochschule für Schauspielkunst Ernst Busch in Berlin. Sie spielte u. a. in Berlin (1999), Potsdam (1999), Hannover (2000), Krefeld/Mönchengladbach (2000), Karlsruhe (2001) und Weimar (2002 bis 2003) Theater.
In Film- und Fernsehproduktionen ist Stolz u. a. einer Folge der Reihe Sperling (1998), im Fernsehfilm Der Kopp (1998), in einer Folge der Krankenhausserie Für alle Fälle Stefanie (2000), im Film Erste Ehe (2001) oder zwei Folgen der Krimiserie Balko (2003) zu sehen. Von 2005 bis 2006 trat sie mehrfach als Yvonne Kuballa / Petersen in der SAT.1-Telenovela Verliebt in Berlin in Erscheinung. 2006 sah man sie im Fernsehfilm 29… und noch Jungfrau. 2008 stand Stolz bei der ARD-Vorabendserie Türkisch für Anfänger von Bora Dagtekin als Jette Zink vor der Kamera. Im Jahr darauf sah man sie bei Doctor’s Diary zusammen mit ihrer ehemaligen Verliebt in Berlin-Kollegin und Freundin Laura Osswald. 2013 wirkte sie in einer Kleinrolle als Schwimmbadbesucherin im Dagtekins Erfolgsfilm Fack ju Göhte mit.
In der ZDF-Krimiserie SOKO Stuttgart spielt Stolz seit der elften Staffel (2019) die Rolle der Streifenpolizistin Sibylle Beyer; bereits in der ersten und vierten Staffel der Serie hatte sie in jeweils einer Folge eine Nebenfigur gespielt. 2021 war sie in der dritten Staffel der Jugendserie Wir sind jetzt als Anja zu sehen. In der ZDFneo-Comedy-Serie Tschappel ist sie als Sabine Brenner Teil der Besetzung.
2015 wurde sie über ihren YouTube-Kanal „Die Prenzlschwäbin“ bekannt, auf dem sie das Klischee des Schwaben in Berlin parodiert. Im Juli 2016 erschien ihr erstes Buch Isch des bio? Die Prenzlschwäbin erzählt aus ihrem Kiez. 2019 erschien ihr zweites Buch Ich bin dann mal Ex über Trennungen. 
Stolz ist seit 2011 verheiratet und hat zwei Kinder. In ab 2013 veröffentlichten Werken tritt sie unter ihrem neuen Namen auf.

## Filmografie (Auswahl)
- 1998: Sperling – Sperling und das schlafende Mädchen (Fernsehreihe)
- 1999: Der Kopp (Fernsehfilm)
- 2000: Für alle Fälle Stefanie (Fernsehserie, eine Folge)
- 2002: Erste Ehe
- 2003: Balko (Fernsehserie, zwei Folgen)
- 2005–2006: Verliebt in Berlin (Fernsehserie, 35 Folgen)
- 2007: 29… und noch Jungfrau (Fernsehfilm)
- 2007: I’d Like to Die a Thousand Times
- 2007: SOKO Wismar (Fernsehserie, eine Folge)
- 2008: Pias Postmann (Kurzfilm)
- 2008: Man liebt sich immer zweimal (Fernsehfilm)
- 2008: Türkisch für Anfänger (Fernsehserie, elf Folgen)
- 2008–2009: Doctor’s Diary (Fernsehserie, fünf Folgen)
- 2009: In aller Freundschaft (Fernsehserie, eine Folge)
- 2009: Die Rosenheim-Cops (Fernsehserie, eine Folge)
- 2010: Im Spessart sind die Geister los (Fernsehfilm)
- 2011: Lena will es endlich wissen
- 2010, 2012: SOKO Stuttgart (Fernsehserie, zwei Folgen, verschiedene Rollen)
- 2012: Kennen Sie Ihren Liebhaber? (Fernsehfilm)
- 2013: Pflegestufe (Kurzfilm)
- 2013: Fack ju Göhte
- 2014: Vergrabene Stimmen
- 2014: Dr. Klein (Fernsehserie, eine Folge)
- 2015: Marcel über den Dächern
- 2017: High Society
- 2019: Sweethearts
- seit 2019: SOKO Stuttgart (Fernsehserie)
- 2021: Wir sind jetzt (Fernsehserie, vier Folgen)
- 2022: Liebesdings
- 2025: Tschappel (Fernsehserie, acht Folgen)

## Schriften
- Isch des bio? Die Prenzlschwäbin erzählt aus ihrem Kiez. Goldmann Verlag, 2016, ISBN 978-3-442-17597-0.
- Ich bin dann mal Ex!: Storys einer Heldin von heute. Goldmann Verlag, 2019, ISBN 978-3-442-17810-0.